# Walerija Michailowna Porochowa

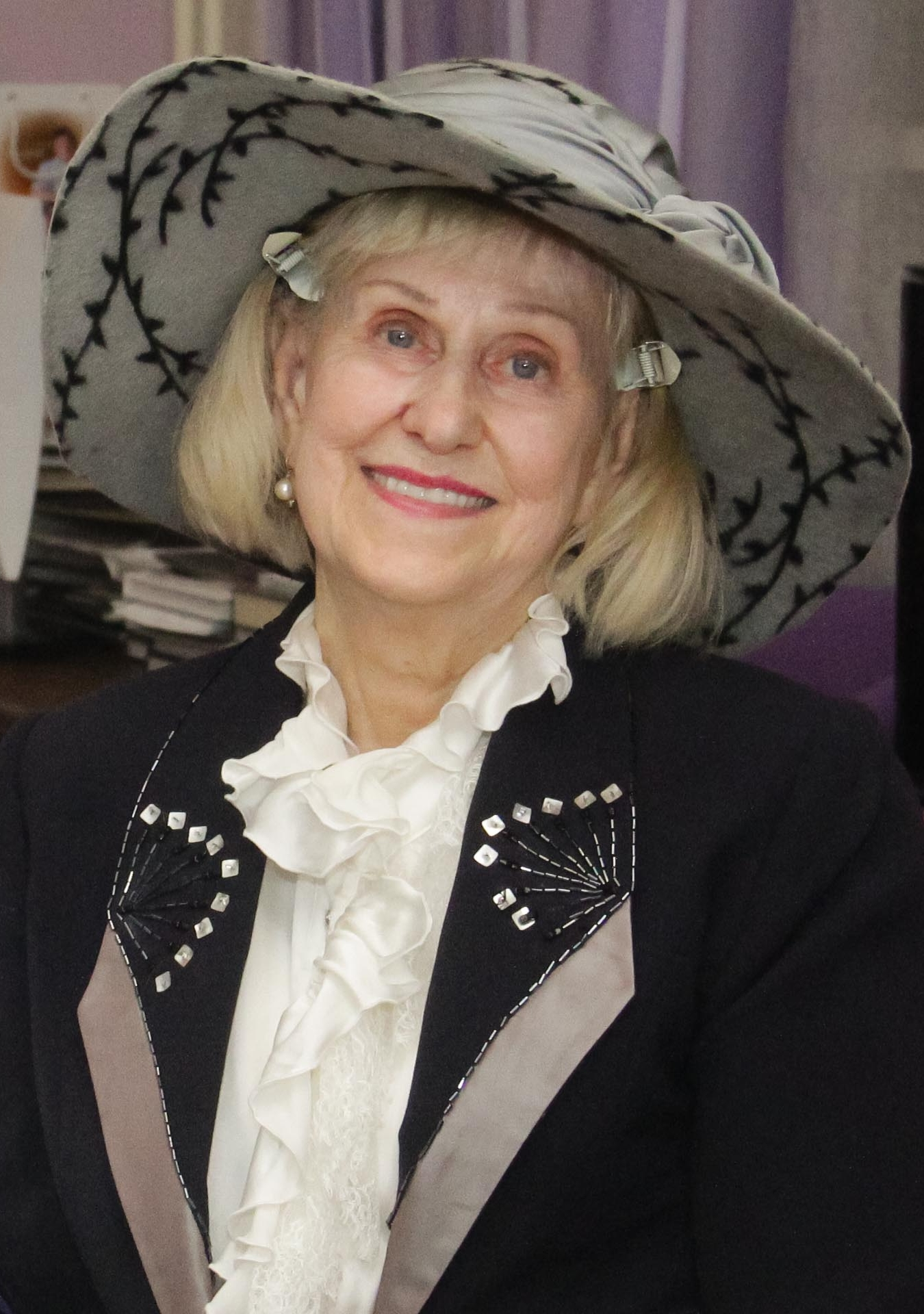
Walerija Porochowa (2018)

Walerija Michailowna Porochowa (russisch Валерия Михайловна Порохова; * 14. Mai 1940 in Uchta, Autonome Sozialistische Sowjetrepublik der Komi; † 2. September 2019 in Moskau) war eine sowjetische bzw. russische Hochschullehrerin und Koran-Übersetzerin.

## Leben
Porochowas Vater war während des Großen Terrors erschossen worden. Die Mutter Natalja Pawlowna  Porochowa war adliger Herkunft (getauft 1906 in der St.-Katharinen-Kathedrale in Zarskoje Selo) und war als Frau eines Volksfeindes nach Uchta verbannt worden. Während des ‚Chruschtschow’schen Tauwetters‘ konnte sie nach Moskau zurückkehren und lehrte 30 Jahre lang an der Moskauer Medizinischen Akademie.
Walerija Porochowa studierte am nach Maurice Thorez benannten Moskauer Staatlichen Pädagogischen Institut für Fremdsprachen. Darauf lehrte sie 18 Jahre lang am Moskauer Ingenieurphysik-Institut. Daneben studierte sie weiter an der Lomonossow-Universität Moskau in der Philosophie-Fakultät mit Abschluss. Im Übrigen war sie Englisch-Simultandolmetscherin.
Porochowa heiratete 1975 in 2. Ehe den Syrer Muchammad Said Al-Roschd, Absolvent der Scharia-Fakultät der Universität Damaskus, der zu dieser Zeit Student des Moskauer Automechanik-Instituts und dann Aspirant des Moskauer Bauwesen-Instituts war. Sie bekam zu ihrem Sohn Andrei aus 1. Ehe den Sohn Chalid. Sie ließ sich 1981 russisch-orthodox taufen.
Aus Moskau zog Porochowa 1985 nach Damaskus, konvertierte zum Islam und nahm den Namen Īmān an. Sie übersetzte nun den Koran ins Russische mit Abschluss 1991.
Ab 1991 leitete Porochowa den Rat des Moskauer islamischen Aufklärungszentrums al-Furqān, dessen Generaldirektor ihr Mann war. Ab 2000 war sie Kovorsitzende der religiösen Organisation Prjamoi put (Gerader Weg) der russischen Muslime. 2002 wurde sie Vizevorsitzende des politischen Rats der von Abdul-Wached Nijasow geleiteten Eurasischen Partei Russlands. Sie war Präsidentin der internationalen Stiftung für interkonfessionelle Übereinstimmung und Stabilität. Sie war Ehrenprofessorin der Eurasischen Nationalen Universität.
Porochowa starb am 2. September 2019 in Moskau an Altersschwäche, Rippenfellentzündung und Krebs, wie Ali Polossin dem RBK berichtete. Die Trauerfeier fand am 5. September in der Moskauer Kathedralmoschee statt. Bestattet wurde sie auf dem Chowanskoje-Friedhof.